# Ford Focus WRC
El Ford Focus WRC és un cotxe produït per la marca Ford Motor Company pel Campionat Mundial de Ral·lis.

## Evolució del model
1999 i 2000
La primera versió del cotxe surt per substituir el Ford Escort WRC. Debuta al ral·li Monte-Carlo amb Colin McRae i Simon Jean-Joseph com a pilots. El primer ral·li que va guanyar va ser el ral·li de Portugal, amb Colin McRae al volant. Durant l'any 2000, i fins al 2003 el Focus va ser conduït per Colin McRae i Carlos Sainz.
2003El 2003, Ford va desenvolupar un nou Focus WRC per a la segona part del WRC, amb Markko Märtin i François Duval com a pilots.
2006Es desenvolupa un nou Focus WRC, el tercer, amb Marcus Grönholm i Mikko Hirvonen al volant.